# Panegialios
Maillots
Le Panegialios Gymnastikos Syllogos (en grec moderne : Παναιγιάλειος Γυμναστικός Σύλλογος), plus couramment abrégé en Panegialios, est un club grec de football fondé en 1927 et basé dans la ville d'Aigio.
Son nom est en référence à Aigialeia, une sous-préfecture couvrant la partie nord-est de l'Achaïe.
Il joue ses matchs à domicile au Stade national d'Aigio, situé à l'ouest de la ville. Le propriétaire actuel du club est le journaliste sportif Georgios Helakis.

## Histoire du club
Il est fondé le 25 février 1927.
Panegialios a joué plusieurs saisons au sein de l'Alpha Ethniki, la première division grecque, durant les années 1960. Le club est d'ailleurs présent lors de la création de l'Alpha Ethniki, lors de la saison 1959-1960.
Depuis sa relégation en 1966, Panegialios n'est plus jamais parvenu à rejoindre l'élite.

### Historique du club
- 1959-1960 : 13e
- 1960-1961 : 14e - relégation en Beta Ethniki (championnat à 16 clubs)
- 1961-1962 : Promu en Alpha Ethniki
- 1962-1963 : 13e
- 1963-1964 : 13e
- 1964-1965 : 14e
- 1965-1966 : 15e - relégation en Beta Ethniki (championnat à 16 clubs)

## Palmarès
| \| - Championnat de Grèce D2 (3) : - Champion : 1961-62 et 1972-73 et 1980-81. - Championnat de Grèce D3 (2) : - Champion : 1978-79 et 2012-13. \| \| - Championnat de Grèce D4 (6) : - Champion : 1992-93, 1994-95, 2006-07, 2008-09 et 2011-12. \| |  |                                                                                             |
| - Championnat de Grèce D2 (3) : - Champion : 1961-62 et 1972-73 et 1980-81. - Championnat de Grèce D3 (2) : - Champion : 1978-79 et 2012-13. |  | - Championnat de Grèce D4 (6) : - Champion : 1992-93, 1994-95, 2006-07, 2008-09 et 2011-12. |

## Personnalités du club

### Présidents du club
- Georgios Helakis
- Dimitris Balafoutis
- Tasos Vasiliou

### Entraîneurs du club
| - Petros Michos (1998) - Dimitris Theofanis (1998 - 1999) - Gerasimos Liatos (1999) - Petros Xanthopoulos (1999 - 2000) - Gerasimos Liatos (2000 - 2001) - Paris Meidanis (2001) - Sotiris Zavogiannis (2001 - 2002) - Gerasimos Liatos (2002) - Georgios Ioakimidis (2002) - Gerasimos Liatos (2002) - Christos Petriniotis (2002 - 2003) - Vassilis Tzalakostas (2007 - 2008) | - Sotiris Mavromatis (2008) - Georgios Vlastos (2008 - 2009) - Petros Dimitriou (2009 - 2010) - Dimitrios Spanos (2010) - Panagiotis Tzanavaras (2010 - 2011) - Nikos Kourbanas (2011 - 2014) - Murat Seropian (2014 - 2015) - Panagiotis Goutsidis (2015) - Panagiotis Tzanavaras (2015) - Georgios Fousekis (2015) - Georgios Marantas (2015) - Christos Paraskevopoulos (2015 - 2016) | - Leonidas Vokolos (2016) - Dimitrios Spanos (2016 - 2017) - Spyros Baxevanos (2017) - Nikos Kourbanas (2017) - Panagiotis Goutsidis (2017 - 2018) - Alexis Spyropoulos (2018) - Petros Dimitriou (2018) - Christos Paraskevopoulos (2018) - Christos Karapitsos (2018 - 2019) - Miltiadis Gofas (2021) - Theofanis Gekas (2021 - ) |

### Grands joueurs du club
| - Sofianis - Nikos Alefantos - Nikolaidos | - Papazoglou - Loukanidis | - Aganian - Michalis Kritikopoulos |